# Московский вестник (современный журнал)
«Моско́вский ве́стник» — литературный журнал, основанный Московской писательской организацией СП РСФСР в 1990 году.
Журнал позиционирует себя как возрождённый «Московский вестник», основанный М. П. Погодиным в 1826 году. В современном "Московском вестнике" печатали свои произведения такие писатели, как: Сергей Михалков, Василий Белов, Юрий Бондарев, Пётр Проскурин, Сергей Есин, Владимир Максимов, Юрий Мамлеев, Леонид Бородин, Владимир Орлов, Анатолий Ким, Василий Казанцев, Пётр Паламарчук, Александр Сегень, Валентин Сорокин, Владислав Артемов и другие.
В 2001 году журналом учреждена Литературная премия им. С. А. Есенина, которая присуждается правлением Московской городской организации Союза писателей России и редколлегией журнала "Московский вестник".
Журнал не выходил во время коронавирусных ограничений и был возобновлён после их снятия. В 2023 году вышло 4 номера. 
- 1990-2022 — главный редактор Владимир Гусев, ответственный редактор Владимир Силкин (2009)[1]
- 2022 — председатель редколлегии Владимир Георгиевич Бояринов, ответственный редактор Дмитрий Викторович Силкан. Вышел как минимум 1 номер[5]. На какое-то время издание журнала в 2022 году было прервано[3].
- Январь 2023—настоящее время — главный редактор Иван Юрьевич Голубничий, ответственный редактор Марина Анатольевна Замотина[6]

## Позиция
Специальная военная операция на Украине раскрепостила духовные силы народа, разбудила давние надежды, открыла новые горизонты. Задача восстановления Русского мира получила широкое воплощение в литературных произведениях всех классических жанров.<...>
В настоящее время он <Московский вестник> является одним из главных печатных органов Московской городской организации Союза писателей России. На протяжении трёх постсоветских десятилетий журнал оставался одним из островков русского национального мировоззрения, хранителем традиции русского свободомыслия в системе координат патриотизма и духовного единства России — считает главный редактор Журнала Иван Голубничий